# Syndrom skupinového myšlení
Syndrom skupinového myšlení (angl. groupthink) je způsob myšlení jednotlivců, úmyslně odpovídající zachování shody ve skupině. Skupinové myšlení v zájmu shody skupiny potlačuje nezávislost rozhodování jedince a jeho samostatnost, dochází k tlaku na uniformitu a sebecenzuře. Soudržnost a solidarita ve skupině se stává důležitější než reálné zvažování faktů. Groupthink může způsobit, že skupina (typicky výbor nebo velká organizace) učiní špatná nebo nerozumná rozhodnutí, o kterých by každý člen mohl individuálně usoudit, že nejsou moudrá.

## Syndrom skupinového myšlení podle Irvinga Janise
Irving Janis analyzoval řadu rozhodnutí americké zahraniční politiky z let 1940 až 1970 a dospěl k závěru, že v mnoha případech se objevilo skupinové myšlení. Groupthink ovlivnil hlavně neúspěšný pokus o invazi amerických jednotek na Kubu v Zátoce sviní, dále také bombardování v Pearl Harbor, vietnamskou válku.
Groupthink skupiny souhlasí se sledováním cílů, s nimiž jednotliví členové nesouhlasí. To fascinuje výzkumníky na poli sociálních věd, protože se zdá, že tyto teorie by mohly vysvětlit chování jednotlivců a skupin v mnoha společenských kontextech. Například invaze v Zátoce sviní se jeví jako archetyp groupthink jevu. Výzkumníci poznamenávají, že rozhodnutí vykonat tuto katastrofální vojenskou kampaň předcházela téměř jednomyslná dohoda prezidenta J. F. Kennedyho a jeho poradců. Tito poradci byli téměř bez výjimky velmi podobní prezidentovi: bohatí, bílí muži z privilegovaných rodin a mající univerzitní vzdělání. Generál David M. Shoup, tehdejší velitel námořní pěchoty, předpovídal neúspěch a obrovský počet obětí při invazi a žádal prezidenta, aby se do ní nepouštěl. Shoupova odborná rada byla poradci ignorována a skupinové rozhodnutí zahájit invazi skončilo s katastrofálními výsledky.
Všechny skupiny by měly vyžadovat taková opatření, díky nimž by se tomuto syndromu vyhnuly. Napomáhá tomu zahrnutí jednotlivců s různorodými zázemími do rozhodovacího procesu a ostře sebekritický pohled jednotlivců. Různorodější skupiny jsou tak schopny činit lepší rozhodnutí než skupiny homogennější.

### Příčiny
Tento fenomén se však netýká jenom politických rozhodnutí, ale může se vyskytnout v mnoha různých situacích. Podle Janise může nastat vždy, když jsou splněné podmínky, které pravděpodobně groupthink povzbudí:
- Vysoký stres, vnější hrozby a nízká naděje na lepší řešení než nabídl vůdce
- Vysoká skupinová soudržnost
- Přesvědčivá síla vůdce skupiny
- Izolace skupiny od informací zvnějšku
- Skupina je pod tlakem, protože k rozhodnutí je třeba dojít rychle

Sociální psycholog Clark Mccauley definoval tři příčiny vzniku skupinového myšlení:
- Direktivní vůdce
- Stejnorodost členského sociálního zázemí a ideologie
- Izolace skupiny od vnějších zdrojů informací a analýzy

### Symptomy
Jeho osm symptomů svědčících o syndromu skupinového myšlení:
1. Iluze nezranitelnosti
2. Nepochybná víra ve vlastní morálku skupiny
3. Racionalizace, kolektivní odůvodnění rozhodnutí skupiny
4. Sdílené stereotypy a pohledy zvláště na oponenty, vnímání oponenta jako slabého, neschopného
5. Autocenzura; členové odepřou kritiky, nikdo se neozve na protest, všichni se tváří, že souhlasí
6. Iluze jednomyslnosti (falešná shoda)
7. Tlak na disidenty, aby se přizpůsobili
8. Samozvaní členové chrání skupinu před negativními informacemi

Jeho sedm příznaků rozhodnutí ovlivněného skupinovým myšlením:
1. Neúplný přehled alternativ
2. Neúplný přehled cílů
3. Opomenutí prozkoumat rizika přednostního výběru
4. Opomenutí znovu hodnotit zpočátku zamítnuté alternativy
5. Slabé vyhledávání informací
6. Výběrová zaujatost ve zpracování dostupných informací
7. Absence náhradních plánů

## Předcházení syndromu skupinového myšlení
- Nestranný vůdce
- Přítomnost pozorovatelů
- Práce ve skupinách
- Heterogenní složení skupiny
- K finálnímu rozhodnutí dospět až na dalším setkání

Mechanismus, kteří konzultanti managementu doporučují jako prevenci syndromu skupinového myšlení, má umisťovat zodpovědnost a autoritu pro rozhodnutí do rukou jediné osoby, která učiní rozhodnutí soukromě s možností obrátit se na jiné pro radu. Jiní radí, že jednotlivec, který na sebe vezme roli odporování s některými návrhy, tzv. ďáblův advokát, může podpořit ostatní jednotlivce v tom, aby předložili své vlastní myšlenky, poukáže na chyby v jiných, a zredukuje stigma spojené s nositeli opozičních postojů.
Anonymní odezva do „krabice návrhů“ nebo online rozhovor byly také přijaty jako užitečný lék na syndrom skupinového myšlení. Zápor nebo nesouhlasné názory v návrzích mohou být představovány bez nějaké identifikace jedince jinými. Tak je chráněn sociální kapitál skupiny.
Další možností je, že každý účastník ve skupině si vylosuje kartičku. Na dvou je napsáno, že mají „nesouhlasit”, ostatní jsou prázdné. Osoby musí nesouhlasit, jestliže to kartička určí (jako ďáblův advokát); nikdo nemůže vědět, jestli jiná osoba vysloví nesouhlas, protože také přijala kartičku s označením „nesouhlasit”, nebo proto, že vyslovuje pravdivě svůj názor. Osobní převzetí role „ďáblova advokáta“ rovněž podporuje způsob pohledu na problém, který by daný člověk neměl, kdyby nebyl v této roli, což přispívá k tvořivému a kritickému myšlení.
Alternativou syndromu skupinového myšlení je formální shoda rozhodovacího procesu, který funguje nejlépe ve skupině, jejíž cíle jsou spíše kooperativní než soutěživé, kde je možné vybudování důvěry a kde účastníci jsou ochotní se učit a používat pomocné znalosti.